# Polyarthra vulgaris
Polyarthra vulgaris är en hjuldjursart som beskrevs av Carlin 1943. Polyarthra vulgaris ingår i släktet Polyarthra och familjen Synchaetidae. Arten är reproducerande i Sverige. Inga underarter finns listade i Catalogue of Life.